# TEE Memling
Le TEE Memling était un train rapide qui reliait Paris à Bruxelles, de 1974 à 1984. Exploité par la SNCF et la SNCB, le TEE Memling était un Trans-Europ-Express (donc uniquement en première classe) jusqu'à la fin du service d'hiver le 02 juin 1984 puisqu'il cessait définitivement de circuler.
Le nom de ce TEE fait référence à Memling, peintre flamand du XVème siècle (1433-1494) exerçant à Bruges.

## Parcours et arrêts
- 29 septembre 1974 Paris-Nord, Bruxelles-Midi (308,9 km)[1].
- 02 juin 1984 Dernier jour de circulation de ce TEE[2].

## Numérotations
- 29 septembre 1974 TEE 79-86[1].

## Matériel et compositions
- 29 septembre 1974 Voitures TEE types PBA et Mistral 69 de la SNCF et SNCB, 4 jeux dans des roulements en cascade de 7 jours, combinés avec les TEE 79, 80, 82, 83, 84, 85, 86, 87 et 89, comprenant : 1 A2Dtx, 1 A8u, 1 A8tu, 1 A5rtu, 1 A8tu, 1 A3rtu et 1 A8u, auxquels s'ajoutent les vendredis 3 A8tu pour le TEE 79[1].